# Juradó
Juradó – miasto w Kolumbii, w departamencie Chocó.